# 清水"Matty"ケンヂ
清水"Matty"ケンヂ（しみず "マティ" けんぢ、本名:清水 憲二(しみず けんじ)、1970年8月20日 - ）は、日本のベーシスト、イベントオーガナイザー。大分県出身。

## 来歴
- 1988年、ステイシーロックスを結成。
- 1995年、バンド名をRaspberry Circusに改名し、1999年アルバム『シャボンの未来図』でメジャーデビュー。
- 2002年、Raspberry Circus解散。解散後、Raspberry Circusのギター・菅大助の弟でありボーカルの菅直行、Raspberry Circusのドラム・古沢'cozi'岳之らと共にFURSを結成。
- 2012年、THE BARBARELONSを結成。
  - 9月16日、秋間経夫（Rama Amoeba、ex.マルコシアス・バンプ)主催のグラムロックイースターにサポートベーシストとして参加。
  - 9月23日、FURS解散。
  - 10月、Rama Amoebaの正式メンバーとなる。
  - 12月、ボーカルHironoとThe HIGHを結成。
- 2017年ベースボーカルとなりMagical Sixxを結成。
- 2019年2月、Rama Amoebaを脱退。

## 人物
- 「Matty」の愛称は子供の頃からのニックネームであり、クロマティが由来となっている。
- 本木雅弘、安田成美 主演で、博多のロックバンドをストーリーにした1994年公開の日本映画『ラストソング』にエキストラで出演している。
- バンド活動の傍ら、イベントオーガナイザーとしての活動も行っており、2007年5月にはCheaSS、The DUST'N'BONEZ、アキマ&ネオス、THE EASY WALKERS、廣嶋が出演した渋谷La.mama25周年イベントをShibuya O-EASTで開催。
- 2012年4月29日には、ミック・ロンソンの妹であるマギー・ロンソンをゲストに迎え、ミック・ロンソン追悼イベントを行う。
- 嶽本野ばらの小説「ROCK 'N' ROLL SWINDLE」（2009年1月・角川書店、ISBN 978-4048850117）に実名で登場している[1]。
- 2015年8月20日45歳の誕生日には渋谷TSUTAYA O-WEST でイベントを開催。Raspberry Circus、 FURS、Rama Amoeba、The HIGH、そしてゲストに広瀬“HEESEY”洋一、ROLLY、三国義貴、ダイナマイト☆ナオキという豪華なミュージシャンが出演するイベントを組み成功させている[2]。
- ラーメンには煩く、彼と一緒にラーメンを食べる時は「私語厳禁」となっている。

## レコーディング参加
- 特撮 炎神戦隊ゴーオンジャー『GO! BABABANG! ゴーオンジャー』（テレビ朝日）